# 泰尔姆 (阿登省)
泰爾姆（法語：Termes，法語發音：[tɛʁm] ⓘ）是法國阿登省的一个旧市镇，属于武济耶区。2016年，泰爾姆与市镇格朗普雷合并为新的格朗普雷。

## 地理
泰尔姆（49°19'23"N, 4°49'27"E）面积13.98 平方千米，位于法国大東部大區阿登省，该省份为法国北部内陆省份，西接埃纳省，南至马恩省，东临默兹省，北与比利时接壤。
与泰尔姆接壤的市镇（或旧市镇、城区）包括：格朗普雷、隆韦、穆龙、奥利济-普里马、瑟尼克。

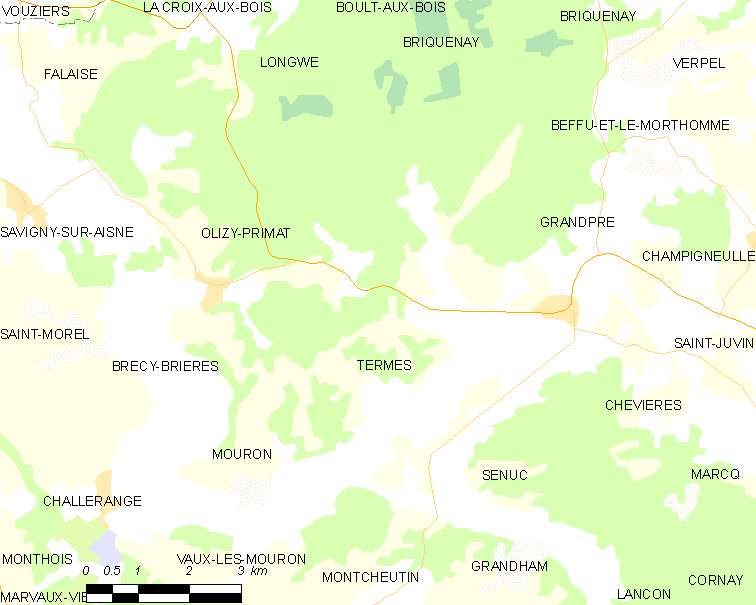
的OSM定位图

泰尔姆的时区为UTC+01:00、UTC+02:00（夏令时）。

## 行政
泰尔姆的邮政编码为08250，INSEE市镇编码为08441。

## 政治
泰尔姆所属的省级选区为阿蒂尼县。

## 人口

1962-2008年间人口变化图示

泰尔姆于2018年1月1日时的人口数量为126人。